# Карамчакова Тетяна Олексіївна
Тетяна Олексіївна Карамчакова (рос. Татьяна Алексеевна Карамчакова; нар. 1 червня 1969, село Усть-Сос, Бейський район, Хакаська автономна область, РРФСР) — російська борчиня вільного стилю, срібна та дворазова бронзова призерка чемпіонатів світу, чемпіонка Європи. Майстер спорту Росії міжнародного класу з вільної боротьби, Заслужений працівник фізичної культури і спорту Республіки Хакасія, суддя міжнародної категорії.

## Біографія
Боротьбою почала займатися з 1991 року. Першим її тренером був її рідний брат заслужений тренер Росії Андрій Карамчаков. Виступала за Школу вищої спортивної майстерності Республіки Хакасія. Чемпіонка СРСР та семиразова чемпіонка Росії. Член збірних команд СРСР та Росії. Перша спортсменка в Хакасії, яка взяла участь у 1990 році, у перших всеросійських змаганнях з вільної боротьби серед жінок.
У 1993 році закінчила Хакаський державний університет імені Н. Ф. Катанова — факультет національних шкіл та Училище олімпійського резерву за спеціальністю «тренер по спорту». Після завершення виступів на спортивному килимі перейшла на тренерську роботу. Працює тренером (тренер вищої категорії) з вільної боротьби у Спортивній школі олімпійського резерву імені В. І. Чаркова в Абакані, Хакасія.

## Родина
Народилась в багатодітній родині, де було 10 дітей. Усі займалися спортом, а її четверо братів домоглися великих результатів, як у самбо, так і в греко-римській та вільній боротьбі. Її старша сестра Лідія — російська, потім таджицька борчиня вільного стилю, чемпіонка Європи та віцечемпіонка Азійських ігор, майстер міжнародного класу з вільної боротьби, тренер, працює з провідними спортсменами країни. Старший брат Андрій — майстер спорту СРСР з самбо, вільної боротьби, майстер спорту РРФСР з національної боротьби, заслужений тренер Росії, заслужений працівник фізичної культури і спорту Республіки Хакасія. З 1990 по 2009 роки його щороку визнавали найкращим тренером Республіки Хакасія. Цікаво, що крім своєї сестри Тетяни Карамчакової, він виховав ще двох сестер Карамчакових — Наталію та Інгу, теж чемпіонок Європи, які є його однофамільцями.

## Спортивні результати на міжнародних змаганнях

### Виступи на Чемпіонатах світу
| Змагання                        | Збірна | Вагова категорія          | Місце  |
| ------------------------------- | ------ | ------------------------- | ------ |
| Чемпіонат світу з боротьби 1991 | СРСР   | жіноча боротьба, до 44 кг | 4      |
| Чемпіонат світу з боротьби 1992 | Росія  | жіноча боротьба, до 44 кг | Бронза |
| Чемпіонат світу з боротьби 1993 | Росія  | жіноча боротьба, до 44 кг | Бронза |
| Чемпіонат світу з боротьби 1994 | Росія  | жіноча боротьба, до 44 кг | Срібло |
| Чемпіонат світу з боротьби 1995 | Росія  | жіноча боротьба, до 44 кг | 7      |

### Виступи на Чемпіонатах Європи
| Змагання                         | Збірна | Вагова категорія          | Місце  |
| -------------------------------- | ------ | ------------------------- | ------ |
| Чемпіонат Європи з боротьби 1993 | Росія  | жіноча боротьба, до 44 кг | Золото |

### Виступи на змаганнях молодших вікових груп
| Змагання                                       | Збірна | Вагова категорія          | Місце  |
| ---------------------------------------------- | ------ | ------------------------- | ------ |
| Чемпіонат Європи з боротьби серед юніорів 1996 | Росія  | жіноча боротьба, до 48 кг | Срібло |